# Vad (Cluj)
Vad es una comuna de Rumania, en el distrito de Cluj. Su población en el censo de 2002 era de 2.149 habitantes.
- Datos: Q16426247
- Multimedia: Vad, Cluj / Q16426247

1. ↑  Worldpostalcodes.org,código postal n.º 407575.